# Витязівська сільська рада
Витязівська сільська рада — колишній орган місцевого самоврядування у Бобринецькому районі Кіровоградської області з адміністративним центром у с. Витязівка.

## Населені пункти
Сільській раді були підпорядковані населені пункти:
- с. Витязівка
- с. Дончине
- с. Зоряне

## Склад ради
Рада складалася з 16 депутатів та голови.

### Керівний склад ради
Примітка: таблиця складена за даними джерела
| ПІБ                                | Основні відомості                                                                       | Дата обрання | Дата звільнення |
| ---------------------------------- | --------------------------------------------------------------------------------------- | ------------ | --------------- |
| Польнікова Валентина Олександрівна | Сільський голова, 1956 року народження, освіта                                          | 26.03.2006   | 31.10.2010      |
| Польнікова Валентина Олександрівна | Сільський голова, 1956 року народження, освіта середня спеціальна, член Партії регіонів | 31.10.2010   | 25.10.2015      |
| Погосян Аветік Артакович           | Сільський голова, 1991 року народження, освіта вища юридична                            | 25.10.2015   |                 |

## Населення
Згідно з переписом УРСР 1989 року чисельність наявного населення сільської ради становила 1691 особа, з яких 746 чоловіків та 945 жінок.
За переписом населення України 2001 року в сільській раді мешкало 1318 осіб.

### Мова
Розподіл населення за рідною мовою за даними перепису 2001 року:
| Мова       | Відсоток |
| ---------- | -------- |
| українська | 95,60 %  |
| російська  | 2,28 %   |
| вірменська | 0,83 %   |
| білоруська | 0,68 %   |
| молдовська | 0,38 %   |
| румунська  | 0,08 %   |
| угорська   | 0,08 %   |